# Torre del Condestable

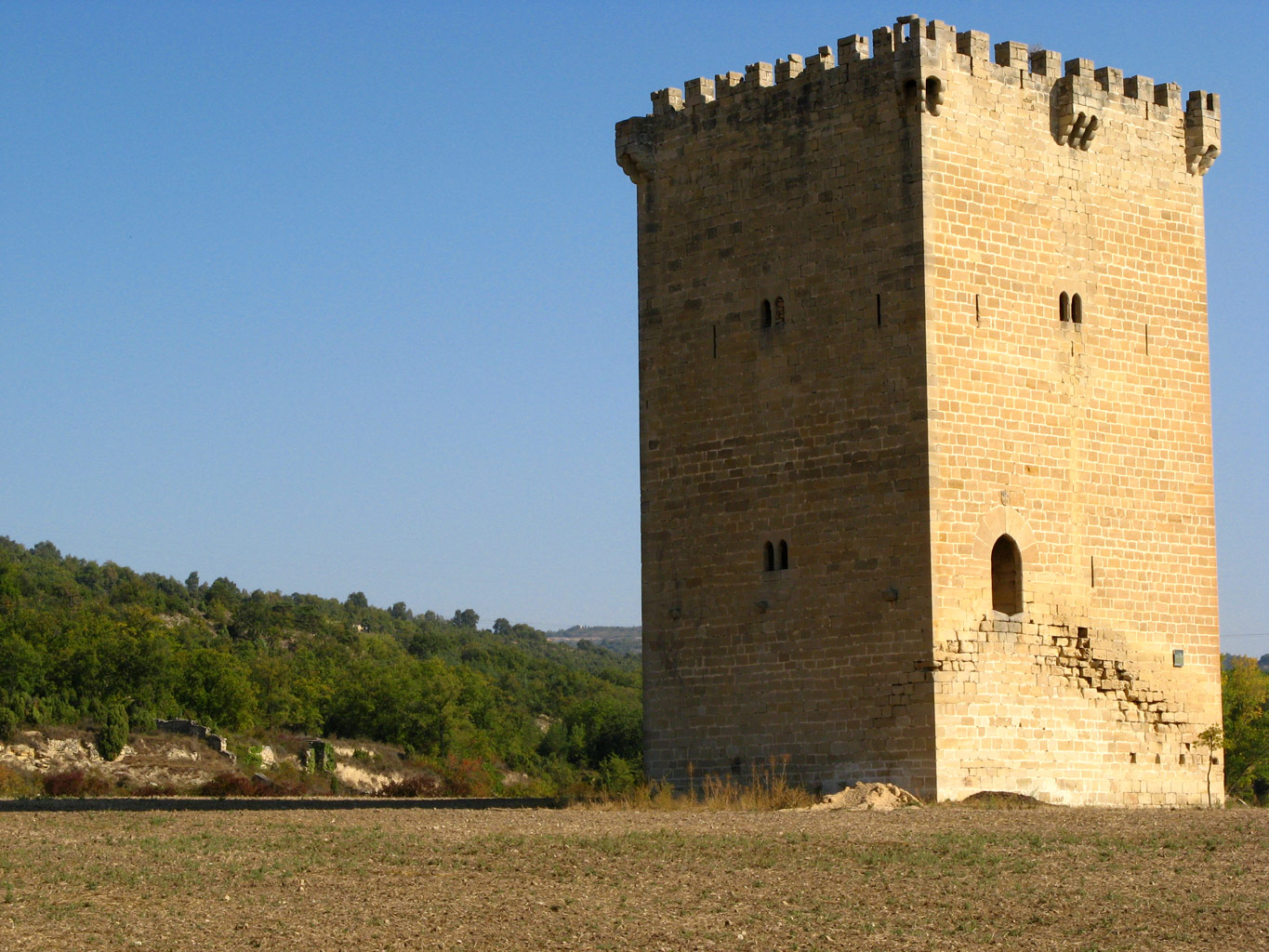
Torre del Condestable.

La Torre, llamada del Condestable, se encuentra en la villa de Fontecha, sita al oeste de la provincia de Álava (España). Pertenece al Municipio de Lantarón. Se ubica al noroeste de la localidad, muy cerca del núcleo urbano, en una zona llana situada en las traseras de las viviendas.
Al igual que la Torre de Orgaz, se sitúa en un punto clave, cerca de la calzada romana que va de Aquitania a Astorga, muy próxima a la mansión de Deóbriga y de las zonas romanizadas de Cabriana, Comunión, Leciñana del Camino y otros lugares que abundan restos y topónimos latinos.
Añadimos a esto, una posición clave en el comercio de la sal, ya que Fontecha era un punto fundamental para su traslado desde Salinas de Añana a Castilla y también hacia Vizcaya.
Se sabe de la existencia de la población desde el siglo XI por el fuero que dio Alfonso VI a la villa de Miranda en 1095 y amplió Alfonso VII en 1137.
El nombre de Torre del Condestable, se atribuye a que la torre pasó de los Solórzano, primeros señores de la torre, a los Velasco por matrimonio, y éstos eran Condestables de Castilla.
La función del edificio debió ser, casi con toda seguridad, militar, dada la escasez de vanos y la abundancia de elementos defensivos, como son los garitones, cadalsos y saeteras.
Parece ser, teniendo en cuenta los caracteres de los elementos que la conforman, que fue construida en el siglo XIV o durante el siglo XV.

## Descripción
Está construida con piedra de sillería arenisca de buena calidad. Su planta es cuadrada, rondando los 12 metros. Su altura es de más de 20 metros. No se aprecia muralla, aunque parece ser que la tuvo.
La torre se encuentra coronada por almenas y dispone de garitones en las cuatro esquinas. Estos últimos descansan, en cada vértice, en tres modillones sesgados que van reduciendo su tamaño desde la parte superior.
En la fachada sur se encuentra la entrada principal, situada en el primer piso. Para acceder disponía de una doble escalera, sobre la que existía un matacán y un garitón.
La puerta principal, con dovelas, se encuentra rematada en su punto alto por un escudo cuarteado flores de lis y tres hoces, las armas de los Solórzano. Junto a la puerta aparece una saetera sesgada que la defiende.
Los cuatro alzados son muy similares, ventanas centrales geminadas protegidas por saeteras, excepto la variación del lado de la puerta de entrada. La torre presenta planta baja, dos pisos de gran altura y el nivel de almenas.
En la fachada este aparece un hueco en planta baja, claramente posterior y mal ejecutado, puesto que se encuentra adintelado con madera, incluso se ha roto una de las saeteras de este alzado que corresponden con la planta baja. En este mismo alzado, la ventana partida dispone, en su parteluz de elementos decorativos consistentes en bolas, muy típico en la época de los Reyes Católicos.
De la cubierta solo queda una referencia antigua de un grabado, debió ser a cuatro aguas.